# Benjamín Maldonado
Benjamín Maldonado (* 4. Januar 1928; † unbekannt) war ein bolivianischer Fußballspieler. Der Stürmer nahm mit der bolivianischen Nationalmannschaft an der Fußball-Weltmeisterschaft 1950 teil. 

## Karriere

### Verein
Auf Vereinsebene spielte Benjamín Maldonado für den Club San José. Weitere Daten über seine Karriere sind nicht bekannt.

### Nationalmannschaft
Maldonado debütierte in der Nationalmannschaft beim Campeonato Sudamericano 1947, bei dem er drei Spiele bestritt. Bolivien belegte mit zwei Unentschieden und fünf Niederlagen den vorletzten Platz. Beim Campeonato Sudamericano 1949 kam der Offensivakteur vier Mal zum Einsatz, davon drei Mal als Einwechselspieler. Die Verdes kamen mit vier Siegen bei drei Niederlagen auf den vierten Turnierplatz. Maldonado nahm im Folgejahr an der Weltmeisterschaft in Brasilien teil. Dort kam er bei der 0:8-Niederlage im einzigen Spiel gegen den späteren Weltmeister Uruguay zum Einsatz. Es war zugleich sein letztes Länderspiel.